# Pisinna ponderi
Pisinna ponderi is een slakkensoort uit de familie van de Anabathridae. De wetenschappelijke naam van de soort is voor het eerst geldig gepubliceerd in 1983 door Palazzi.